# PS Knoll Lookout Complex
Le PS Knoll Lookout Complex est un ensemble architectural américain comprenant une tour de guet du comté d'Apache, en Arizona. Protégé au sein de la forêt nationale d'Apache-Sitgreaves, cet ensemble est inscrit au Registre national des lieux historiques depuis le 28 janvier 1988. Sa tour en acier haute d'environ 13,9 mètres a probablement été construite par le Civilian Conservation Corps en 1933.